# كاميلو بالين
كاميلو بالين (بالإيطالية: Camillo Ballin)‏ (من مواليد 24 يونيو 1944) هو مبشر وأسقف كاثوليكي إيطالي. شغل منصب النائب الرسولي في شمال الجزيرة العربية.